# Župnija Soteska
Župnija Soteska je rimskokatoliška teritorialna župnija dekanije Novo mesto škofije Novo mesto.
Do 7. aprila 2006, ko je bila ustanovljena škofija Novo mesto, je bila župnija del nadškofije Ljubljana.